# Selección femenina de rugby de Rusia
La selección femenina de rugby de Rusia es el equipo nacional que representa a la Federación Rusa de Rugby en competencias internacionales.
Actualmente se encuentra suspendida de las competiciones de World Rugby y Rugby Europe a consecuencia de la Invasión de Ucrania.

## Historia
El equipo jugó por primera vez como "Rusia" en 1994, pero su predecesor, el equipo nacional de rugby femenino de la Unión Soviética, jugó seis partidos entre 1990 y 1991.

## Palmarés
- Rugby Europe Women's Trophy (2): 2005, 2008

## Participación en copas
| - Gales 1991: participó bajo la URSS - Escocia 1994: 11º puesto - Países Bajos 1998: 16º puesto - 2002 al 2021: no clasificó - Inglaterra 2025: Suspendido por WR - Bosnia 2005: Campeón - Países Bajos 2008: Campeón - Suecia 2012: 3° puesto | - Italia 2006: 3° puesto - España 2007: 8° puesto - Suecia 2009: 3° puesto en su grupo - Francia 2010: 6° puesto - España 2011: 7° puesto - Bélgica 2014: 3° puesto - Suiza 2015: 3° puesto - España 2016: 3° puesto - Europa 2019: 3° puesto - Europa 2020: 2° puesto - Europa 2022: 2° puesto - Europa 2023: Suspendido por WR - Europa 2024: Suspendido por WR - Europa 2025: Suspendido por WR |